# Pagyda pullalis
Pagyda pullalis là một loài bướm đêm trong họ Crambidae.